# Groß Wüstenfelde
Groß Wüstenfelde település Németországban, Mecklenburg-Elő-Pomeránia tartományban. Lakosainak száma 789 fő (2023. december 31.).

## Népesség
A település népességének változása:
| Lakosok száma | 823  | 819  | 801  | 780  | 789  |
|               | 2017 | 2019 | 2021 | 2022 | 2023 |